# Bogojevo
Bogojevo (ćir.: Богојево, mađ, Gombos) je naselje u općini Odžaci u Zapadnobačkom okrugu u Vojvodini. Nalazi se 15 km južno od Apatina, i istočno od Erduta.

## Stanovništvo
U naselju Bogojevo živi 2.120 stanovnika, od toga 1.696 punoljetnih stanovnika, a prosječna starost stanovništva iznosi 41,5 godina (39,8 kod muškaraca i 43,2 kod žena). U naselju ima 841 domaćinstava, a prosječan broj članova po domaćinstvu je 2,52.
Prema popisu stanovništva iz 1991.godine u naselju je živjelo 2.301 stanovnik. 
1910. godine Bogojevo je imalo 3225 stanovnika od toga 3.008 Mađara.
| Etnički sastav 2002. |            |        |
| Narod                | Stanovnika | %      |
| Mađari               | 1.154      | 54,43% |
| Romi                 | 374        | 17,64% |
| Srbi                 | 287        | 13,53% |
| Rumunji              | 163        | 7,68%  |
| Hrvati               | 29         | 1,36%  |
| Jugoslaveni          | 27         | 1,27%  |
| Crnogorci            | 8          | 0,37%  |
| Nijemci              | 9          | 0,33%  |
| ostali               | 6          | 0,41%  |
| nepoznato            | 35         | 1,65%  |

| broj stanovnika | 2930  | 3053  | 3037  | 2874  | 2557  | 2301  | 2120  |
|                 | 1948. | 1953. | 1961. | 1971. | 1981. | 1991. | 2001. |

## Vanjske poveznice
- Informacije o naselju na mađarskome jeziku
- Karte, udaljenonosti, vremenska prognoza  Arhivirana inačica izvorne stranice od 5. prosinca 2008. (Wayback Machine)
- Satelitska snimka naselja